# Carlile Aylmer Macartney
Carlile Aylmer Macartney (Regno Unito, 1875 – Regno Unito, 1978) è stato uno storico inglese specializzato nella storia e nella politica dell'Europa centro-orientale e in particolare nella storia dell'Austria e dell'Ungheria.
Fu inoltre un sostenitore degli interessi e delle cause ungheresi nel Regno Unito nel corso della prima metà del Novecento.

## Biografia

### Carriera accademica
Macartney si formò a livello universitario dapprima al Winchester College (dove fu studente) e al Trinity College. Macartney divenne poi ricercatore presso l'All Souls College di Oxford. Dal 1936 al 1946 fu responsabile della sezione ungherese del Dipartimento di ricerca del Foreign Office. Dal 1951 al 1957 ricevette la cattedra di Relazioni internazionali presso l'Università di Edimburgo.
Macartney divenne membro corrispondente delle accademie austriaca e ungherese e nel 1965 è diventato membro della British Academy. Nel 1974, Macartney andò insignito dell'Ordine al merito della Repubblica austriaca.

### Vita privata
Macartney era figlio del pittore e orientalista Carlile Henry Hayes Macartney (1842-1924). Nel 1923 sposò Nedelya Mamacheva (Nedella Mamarchev-Macartney, 1898-1989), figlia di un colonnello dell'esercito bulgaro, ma dal loro matrimonio la coppia non ebbe figli.

## Opere
- The Social Revolution in Austria (Cambridge, 1926).
- The Magyars in the Ninth Century (Cambridge, 1930).
- Refugees: The Work of the League (Londra, 1931).
- Hungary (Londra, 1934).
- National States and National Minorities (Londra, 1934).
- Hungary and Her Successors: The Treaty of Trianon and Its Consequences (Oxford, 1937).
- Studies on the Earliest Hungarian Historical Sources, 3 vols. (Budapest, 1938-51).
- Problems of the Danube Basin (Cambridge, 1942).
- The Medieval Hungarian Historians: A Critical and Analytical Guide (Londra, 1953).
- October Fifteenth: A History of Modern Hungary, 1929-1945, 2 vols. (Edimburgo, 1956).
- Hungary: A Short History (Edimburgo, 1962).
- Independent Eastern Europe: A History (Londra e New York, 1962) [con coautore A. W. Palmer].
- The Habsburg Empire, 1790-1918 (Londra, 1968).
- Maria Theresa and the House of Austria (Londra, 1969).
- The House of Austria: The Later Phase, 1790-1918 (Edimburgo, 1978).
- Studies on Early Hungarian and Pontic History, edito da Lóránt Czigány e László Péter (Aldershot, 1998) [serie di articoli].